# 董偉 (1930年)
董偉（英語：David Wai Tung，1930年—），生于上海，祖籍浙江宁波，「眾利股票有限公司」創辦人及董事會前主席、香港证券经纪业协会永久名誉主席，以及香港上海总会副理事长。

## 生平
出生於上海的董偉，祖籍寧波。在13歲喪父後，便在15歲加入蘇佩玿證券行實習生；1952年初去香港投靠姐姐，继续在苏佩玿的香港分公司做老本行。1968年，董偉被查良鏞（金庸）、邵逸夫等深受客戶信任；1969年，他離開苏佩玿的香港分公司後，開始創立「眾利股票有限公司」後，也得到環球航運（本格森環球前身）包玉剛、東方海外董浩雲、華光航業趙從衍，以及實業家李達三深受賞識。其1971年，來自寧波的同鄉、電影大亨邵逸夫把4000萬港元私人投資交予董偉管理，而已私有化的邵氏兄弟，以及電視廣播有限公司（由許濤主理）上市，全數由他管理。1973年，合和實業（已私有化）出現假股票事件，因此觸發股災，股市由1774.96點跌至150點。而當時眾利股票過分信任，因此損失超過1000萬港元不等。

### 1986年聯交所成立時期
到了1987年股災，很多投資者損失慘重，但董偉因全靠長遠客戶利用信用關係，因此全無影響需要。
2000年，董偉被證監會讉責，指在1998年9月1日未能與中央結算及交收系統交收其在1998年8月27日及28日執行的交易。
2009年，匯豐控股進行大供股時期內，董偉到深圳询问投资意见給余彭年。
2016年，面對中資證券企業商進行併購本地證券行，董偉所創立證券行也計劃出售。
2017年，董偉接受now TV訪問，細說已將交易大堂結束過往一事軼；已退休的董偉，接受新浪網財經披露，由於子女（女兒：董愛麗（惜食堂創辦人））全都無意接班，因此只好把公司出售予給中資。
2017年10月23日，董偉接受民眾金融訪問，走進港交所過往交易大堂趣事。